# Semiconductor Taxidermy for the Masses
Semiconductor Taxidermy for the Masses ist ein Musikalbum des Quartetts Scarla O’Horror. Die wohl um 2023/24 in den Livingstone Studios, London entstandenen Aufnahmen erschienen am 20. September 2024 auf dem Londoner Label Not Applicable.

## Hintergrund
Scarla O’Horror ist der Sammelname von vier Musikern, allesamt führende Persönlichkeiten der britischen Jazz-, Improvisations- und experimentellen Musikszene. Alle einzelnen Bandmitglieder sind regelmäßig in unterschiedlichen Besetzungen und in einem breiten Spektrum an Musikrichtungen vertreten. Das Quartett kam 2020 erstmals zusammen, um das Album Voltage Controlled Music Parade Vol. 1 aufzunehmen, das 2022 veröffentlicht wurde. James Allsopp (Tenorsaxophon, Bassklarinette), Alex Bonney (Trompete, Piccolo-Trompete), Tim Giles (Schlagzeug, Elektronik) und Isambard Khroustaliov (Elektronik) haben das Album Semiconductor Taxidermy for the Masses im Laufe eines Tages in den Livingstone Studios aufgenommen. Ihre Improvisationen basierten auf Material, das von Synthesizern erzeugt wurde, die so konfiguriert waren, dass sie „zuhören“ und darauf reagierten, was die Instrumentalisten spielten, Material, auf das wiederum die Musiker reagierten – als „ein Feedback zwischen Mensch und Maschine“, hieß es in den Liner Notes. In diesem Ansatz stellt Semiconductor Taxidermy for the Masses eine Weiterentwicklung von Impulsen dar, die auf ihrem Debütalbum von 2022 untersucht wurden.

## Titelliste
- Scarla O’Horror: Semiconductor Taxidermy for the Masses

1. Raccoon with Wound 2:35
2. The Rats of Gillet Square 19:22
3. Ermine Chowder 13:58

## Rezeption
Dies sei ein fesselndes und lohnendes Hörerlebnis, schrieb Ian Mann (The Jazz Mann). Besonders beeindruckend sei die Verschmelzung konventioneller Jazzinstrumente mit Elektronik und Synthesizern, um einen unverwechselbaren und überzeugenden Gruppensound zu schaffen.
Die Musik weise Anklänge an Musik auf, die man zuvor von Miles Davis, Steve Lacy, Sun Ra, Herbie Hancock und Joe Zawinul gehört habe – auf jeden Fall könne man Elemente davon in der Musik finden, schrieb Jan Granlie in Salt Peanuts. Und sie würden auch ein wenig im „Miles-Terrain“ mit „Racoon with Wound“ beginnen, das fast auf Miles-Davis-Platten Pangaea und Agartha zurückgehe, wo die Trompete, wenn sie auftaucht, in Miles Davis‘ Landschaft steht, aber auch, was von Nils Petter Molvær hätte aufgenommen werden können. Dies sei eine Platte, die sich viel mit Ratten beschäftigt, und man hat fast das Gefühl, man bewege sich unter der Erde, im Londoner U-Bahn-System, wo ein völlig anderes Leben herrsche als an der Oberfläche. Die Stücke könne man aber auch „als Hommage an die Ratte als intelligentes Tier interpretiert werden, das ein Leben führt, das wir selten kennenlernen“.